# Lysimachia albescens
Lysimachia albescens är en viveväxtart som beskrevs av Adrien René Franchet. Lysimachia albescens ingår i släktet lysingar, och familjen viveväxter. Inga underarter finns listade i Catalogue of Life.